# Polska na Zimowym Pucharze Europy w Rzutach 2003
Polska na Zimowym Pucharze Europy w Rzutach 2003 – reprezentacja Polski podczas zawodów, które odbyły się 13 i 14 marca we Włoszech, liczyła pięciu zawodników.

## Występy reprezentantów Polski

### Mężczyźni
- Rzut dyskiem
  - Andrzej Krawczyk z wynikiem 62,13 zajął 4. miejsce
  - Olgierd Stański z wynikiem 60,84 zajął 8. miejsce
- Rzut oszczepem
  - Rajmund Kółko z wynikiem 77,29 zajął 6. miejsce

### Kobiety
- Rzut dyskiem
  - Marzena Wysocka z wynikiem 56,45 zajęła 9. miejsce
- Rzut młotem
  - Agnieszka Pogroszewska z wynikiem 62,73 zajęła 10. miejsce